# Cham des Bondons
Cham des Bondons je vápencová náhorní plošina o velikosti cca 10 kilometrů čtverečných nalézající se asi 10 km severně od městečka Florac ve francouzském departementu Lozère. Název je ovozen od occitanského slova Cham znamenajícího plošina. Cham des Bondons je součástí národního parku Cévennes.
Tato náhorní plošina nalézající se v nadmořské výšce okolo 1000 m je známá svými 154 žulovými menhiry, takže se jedná o místo s druhou největší koncentrací megalitických památek - menhirů ve Francii po známé lokalitě Carnac v Bretani. Skupina zdejších největších menhirů vysokých až 4 m se nalézá u obce la Vaissière - Menhiry de la Veissière a další početnou skupinu poněkud menších menhirů tvoří Menhiry de la Fage.
Zdejší menhiry vznikly na přelomu mezi pozdním neolitem a dobou bronzovou v době asi před 4000 let.
Z náhorní plošiny vystupují dva kopce Puech d'Allegre a Puech de Mariette. Podle pověstí se jedná o dva v bahně zapadlé dřeváky obra Gargantuy.

## Galerie

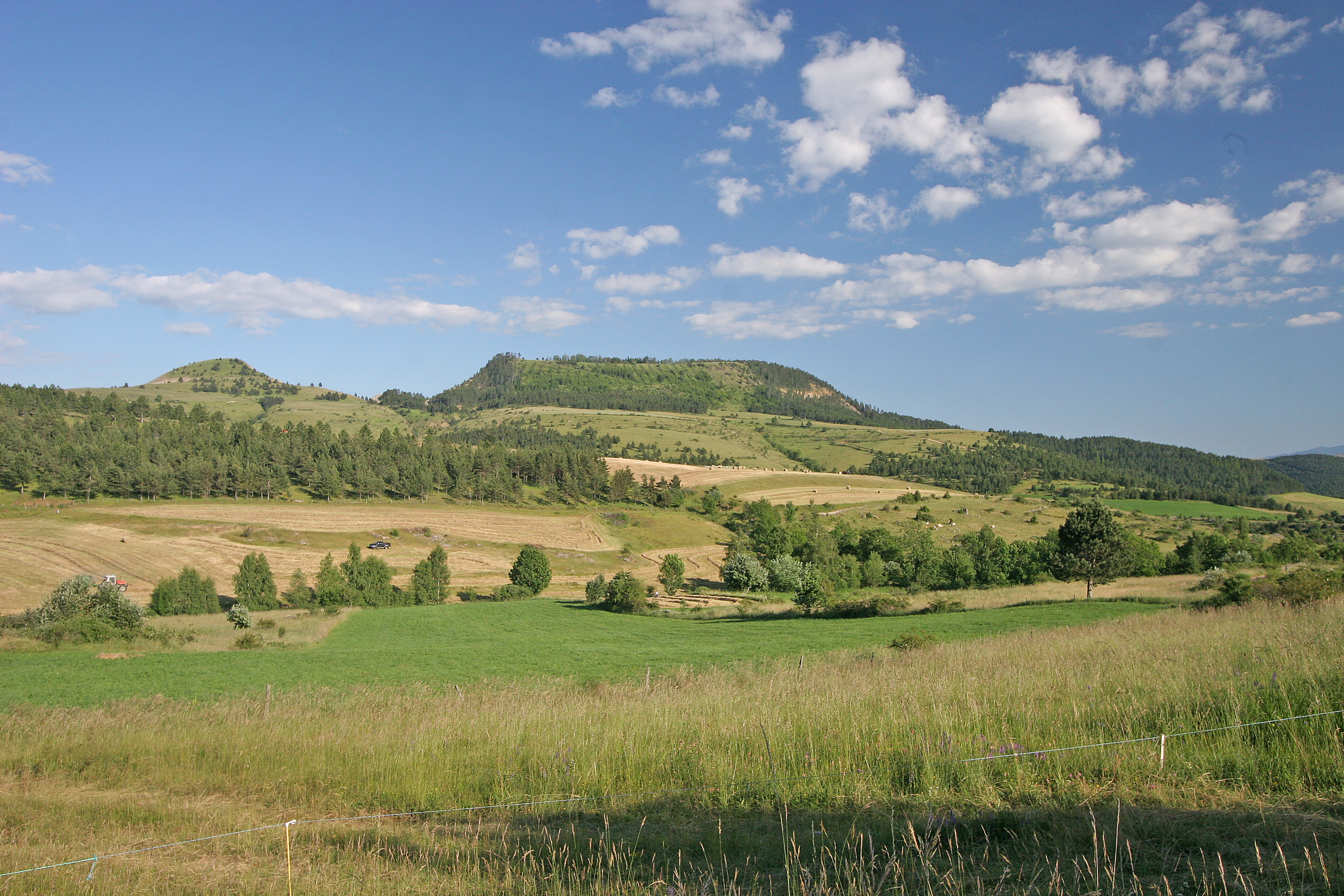
krajina Cham des Bondons - v pozadí Puech d'Allegre a Puech de Mariette
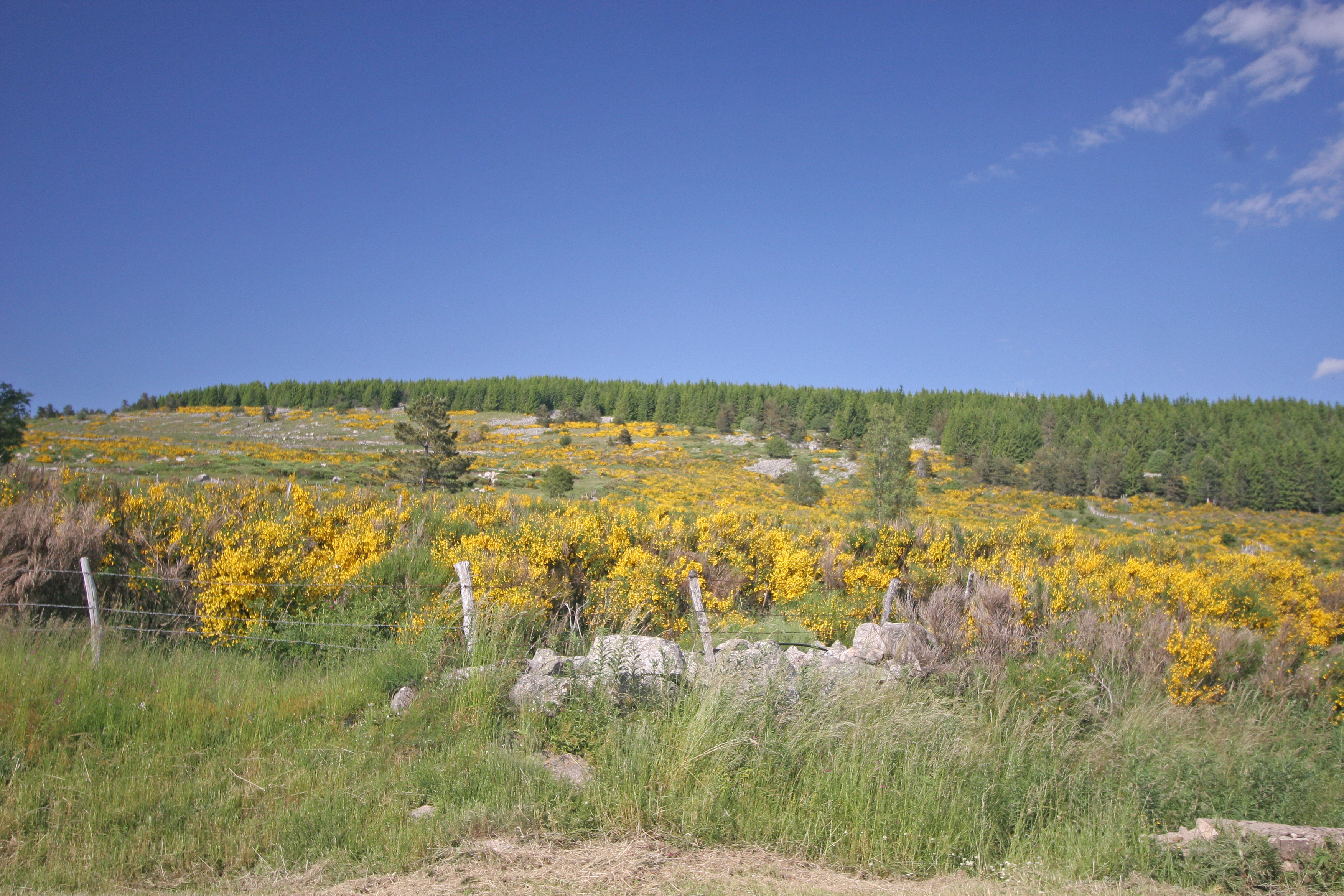
jarní krajina Cham des Bondons
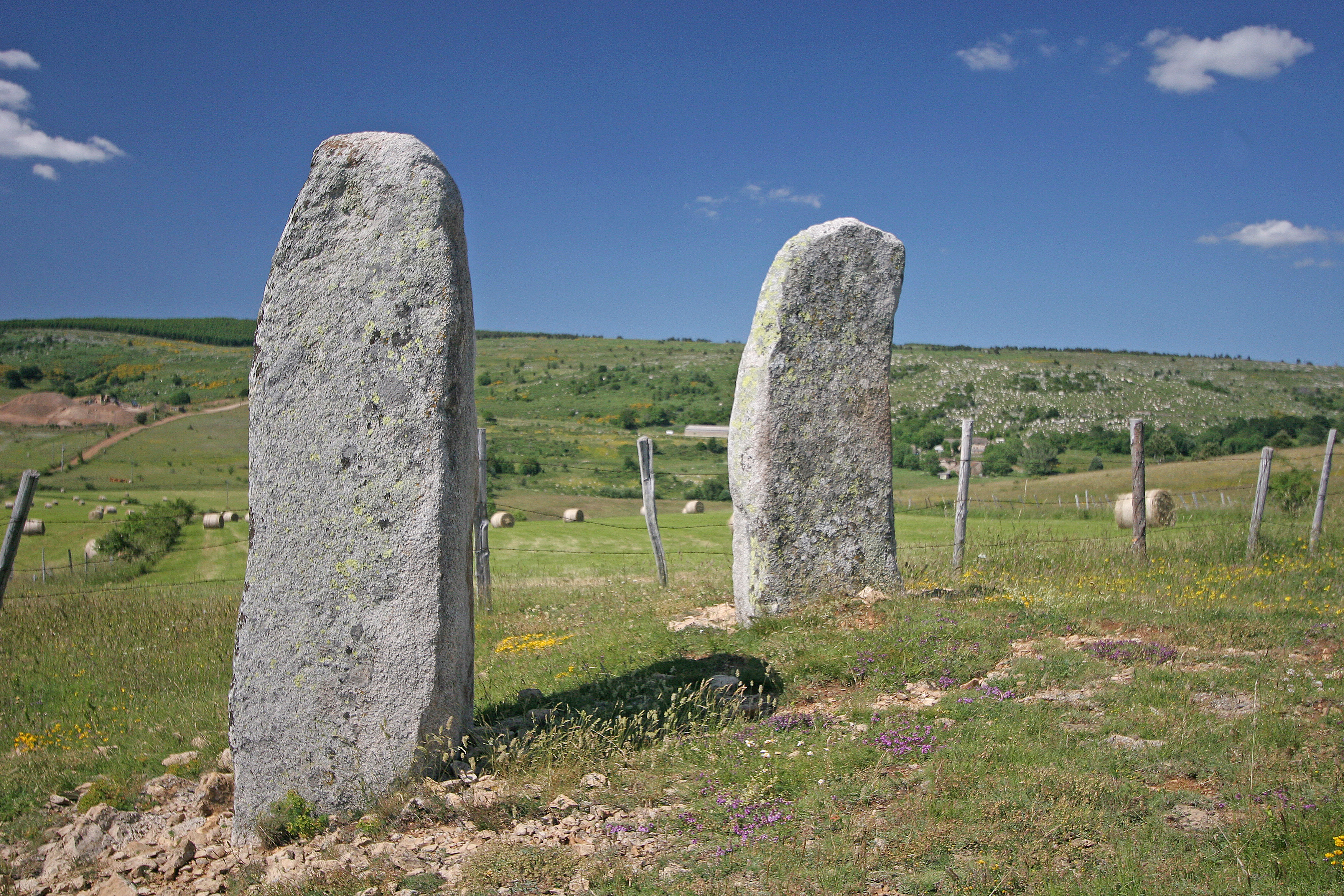
Menhiry de la Veissière
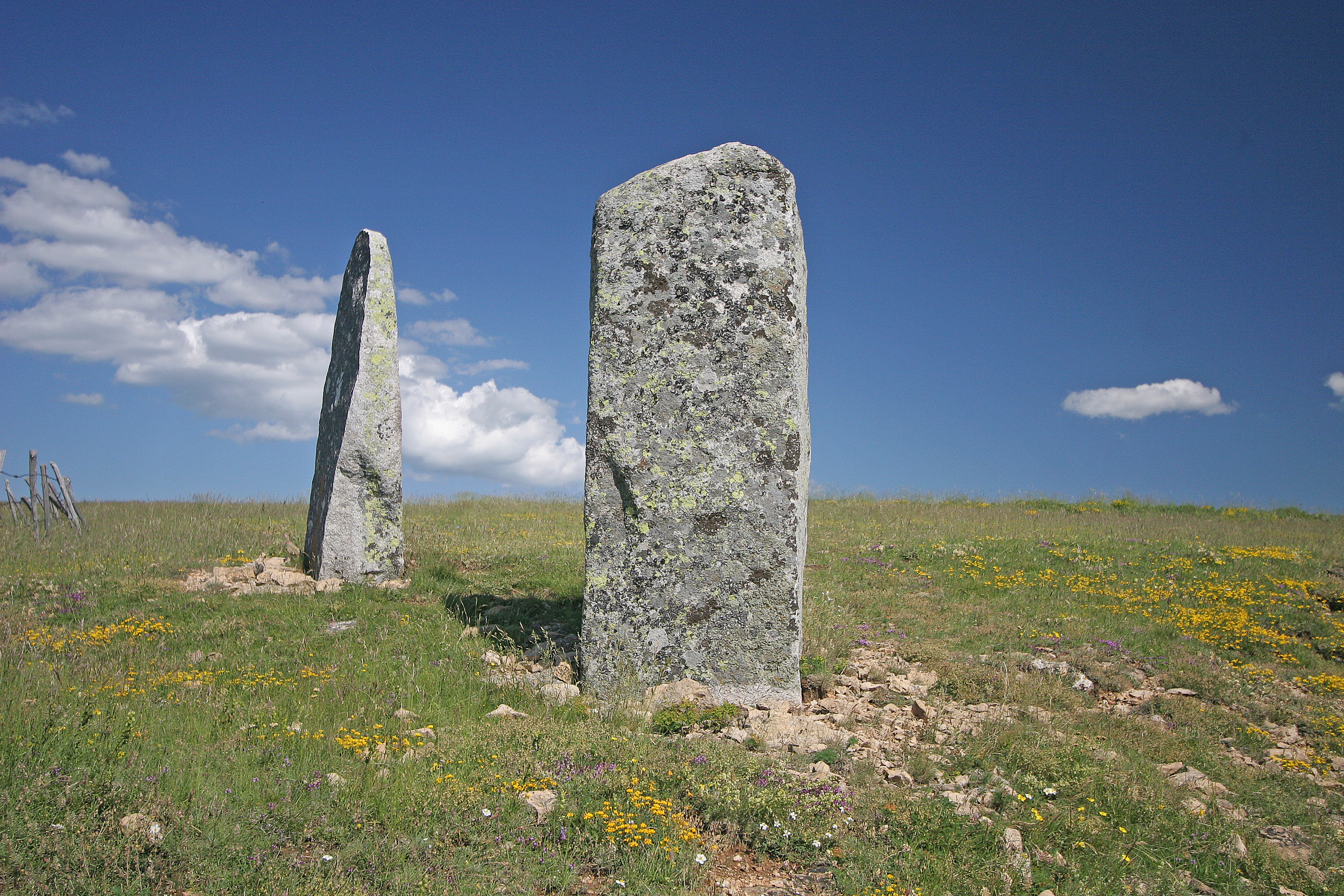
Menhiry de la Veissière
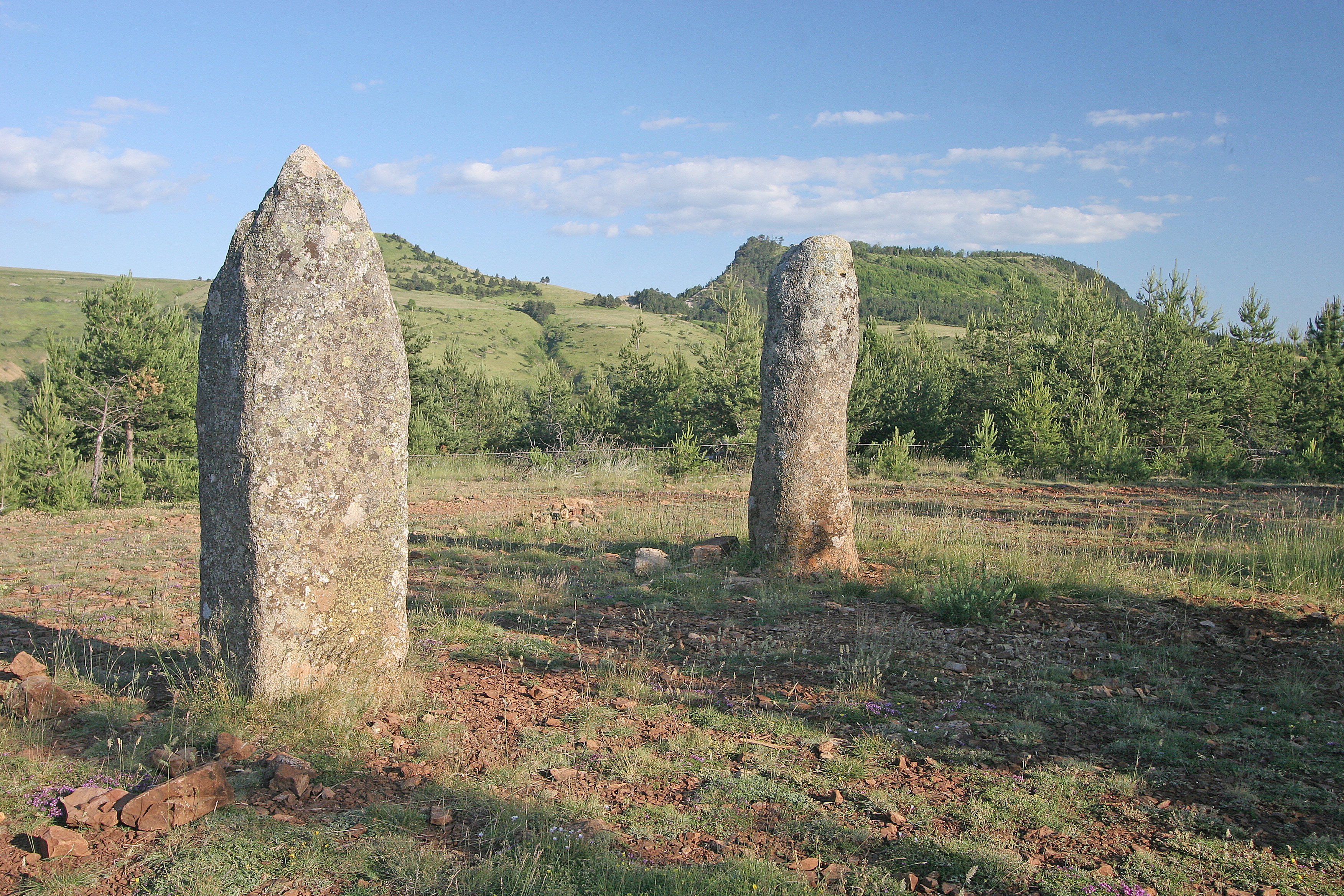
Menhiry de la Fage
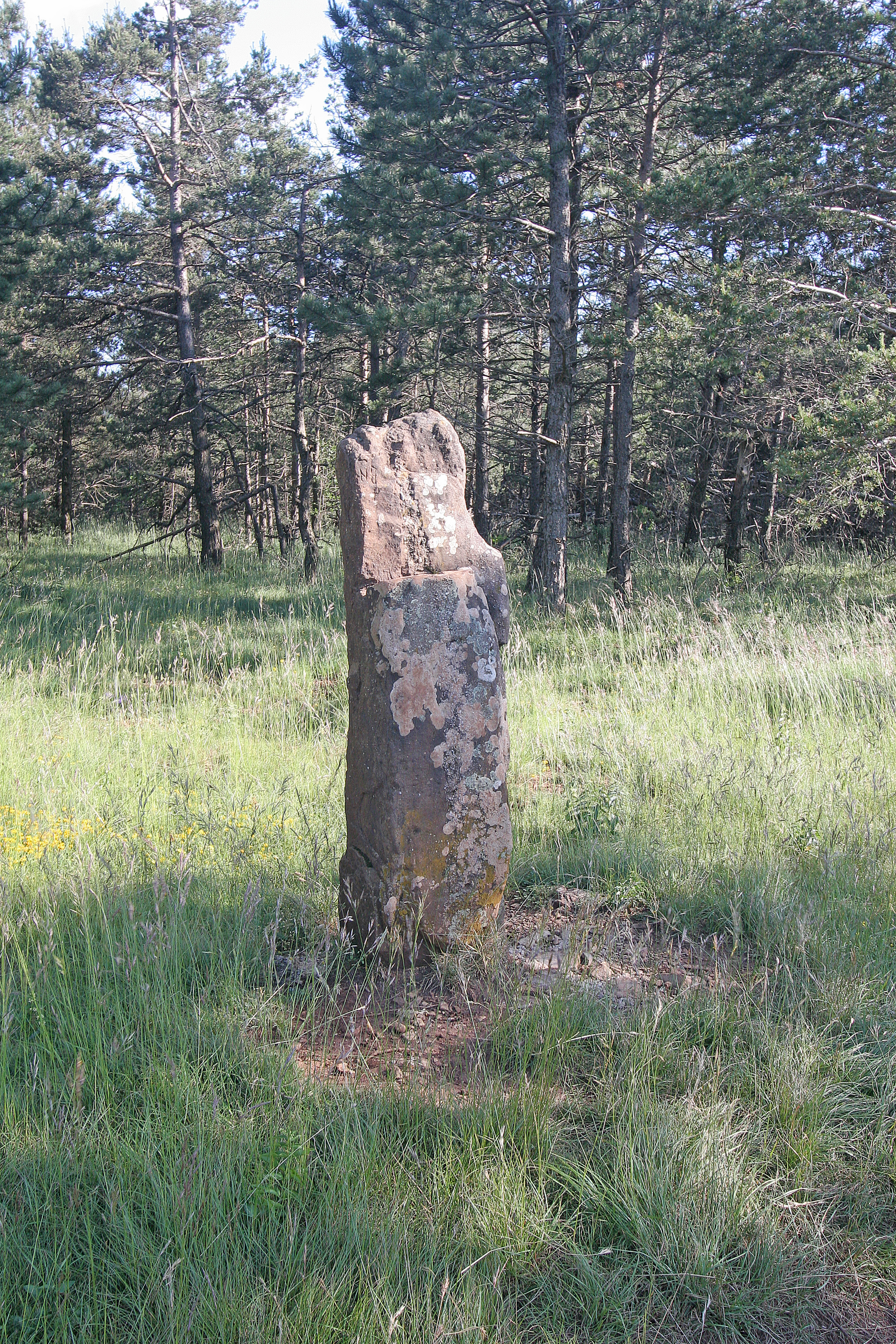
Menhiry de la Fage